# اندی آیرو
اندی آیرو (انگلیسی: Andy Iro؛ زادهٔ ۲۶ نوامبر ۱۹۸۴) بازیکن فوتبال اهل بریتانیا است.
از باشگاه‌هایی که در آن بازی کرده‌است می‌توان به باشگاه فوتبال بارنت، باشگاه فوتبال تورنتو، کلمبوس کرو، و باشگاه فوتبال استیونج اشاره کرد.